# Riccardo Fraccaro
Riccardo Fraccaro (Montebelluna, 13 gennaio 1981) è un politico italiano, dal 5 settembre 2019 al 13 febbraio 2021 sottosegretario di Stato alla Presidenza del Consiglio dei Ministri nel governo Conte II con funzioni di segretario del Consiglio dei ministri.
Già segretario dell'ufficio di presidenza della Camera dei deputati nella XVII legislatura, nella XVIII il 29 marzo 2018 è stato nominato questore della Camera dei deputati. Dal 1º giugno 2018 al 5 settembre 2019 è stato ministro per i rapporti con il Parlamento e la democrazia diretta nel Governo Conte I.

## Biografia
Nato a Montebelluna, ha trascorso la sua infanzia a Riese Pio X, un paesino della provincia di Treviso, di cui è originaria la famiglia. Dopo il diploma, si è iscritto all'Università degli Studi di Trento, dove nel 2011 si è laureato in Giurisprudenza con una tesi in diritto internazionale dell'ambiente.
Ha lavorato come dipendente di una società di servizi energetici. Ha una compagna e due figlie.

### Attività politica
Nel 2010 ha fondato il meetup del Movimento 5 Stelle di Trento.
Alle elezioni politiche del 2013 è stato candidato dal Movimento 5 Stelle come capolista alla Camera dei deputati ed è stato l'unico deputato pentastellato eletto nella circoscrizione Trentino-Alto Adige. Nel corso della XVII legislatura è stato eletto segretario dell'ufficio di presidenza. Per due anni, sino al 31 marzo 2015, è stato componente della 1ª Commissione Affari Costituzionali. In seguito è passato alla 14ª Commissione Politiche dell'Unione Europea. Dal 7 marzo 2016 è stato componente della commissione parlamentare per l'attuazione del federalismo fiscale.
Ha presentato due disegni di legge come primo firmatario: uno di questi, in materia di conflitti di interessi, è confluito in un testo unificato ed è stato in seguito approvato alla Camera, ma non al Senato. L’altro riguarda l’introduzione e il potenziamento degli strumenti di democrazia diretta.
Luigi Di Maio lo aveva indicato come ministro dei rapporti con il Parlamento, in caso di vittoria elettorale e formazione di un governo pentastellato.
Alle politiche del 2018, dove è stato candidato alla Camera nel collegio uninominale di Pergine Valsugana, con il 23% viene superato sia dal candidato del centrodestra Maurizio Fugatti sia da quello del centrosinistra Lorenzo Dellai. È stato comunque rieletto per effetto della candidatura anche come capolista del Movimento 5 Stelle nel collegio plurinominale del Trentino-Alto Adige.
Nella XVIII legislatura, il 29 marzo 2018, è stato quindi nominato Questore della Camera occupandosi in particolare della delibera per la cancellazione dei vitalizi agli ex parlamentari. Si è quindi dimesso dall'incarico con l'ingresso nella squadra di Governo.
Dal 1 giugno 2018 ha ricoperto la carica di ministro per i Rapporti con il Parlamento e la democrazia diretta nel governo Conte I. Il ministro, come suo primo atto, ha interpellato l'Agenzia delle entrate in merito all'ambigua interpretazione da parte delle amministrazioni locali della legge in materia di tassa sull'occupazione di suolo pubblico, formulando esplicita richiesta di esentare da imposta di bollo l'esercizio degli strumenti di democrazia diretta. L'ente ha emesso una risoluzione azzerando i costi a carico dei cittadini per presentare referendum, leggi di iniziativa popolare, istanze e petizioni. Fraccaro ha seguito in particolare l'iter delle riforme costituzionali sulla riduzione del numero dei parlamentari, sull'introduzione del referendum propositivo e sulla soppressione del CNEL.
Dal 5 settembre 2019 al 13 febbraio 2021 ha ricoperto la carica di Sottosegretario di Stato alla Presidenza del Consiglio dei Ministri. Termina il proprio mandato parlamentare nel 2022.